# 滨河镇
滨河镇，是中华人民共和国宁夏回族自治区中卫市沙坡头区下辖的一个乡镇级行政单位。

## 行政区划
滨河镇下辖以下地区：
向阳巷社区、槐树北巷社区、铁路新村社区、光明社区、东方红社区、中山社区、长安社区、南街村、西关村、高庙村、城北村、前锋村、炭场子村、新墩村、南关村、南元村、沙桥村、官桥村、大板村和涝池村。